# Manuel Cárdenas Espitia
Manuel Cárdenas Espitia (Villa de Leyva, 21 de junio de 1961 - La Calera, 14 de julio de 1990), más conocido como El Jumbo Cárdenas fue un ciclista colombiano de ruta.
Cárdenas falleció a la edad de 29 años al ser atropellado por un camión junto con otros dos ciclistas durante un entrenamiento en la vía que conduce de la ciudad de Bogotá al municipio de La Calera.

## Palmarés
1982
- Clasificación de Jóvenes Clásico RCN, Colombia

1984
- 3º en Clasificación General Clásico RCN, Colombia

1985
- Dos etapas del Clásico RCN, Colombia
- Una etapa del Gran Premio Guillermo Tell, Suiza

1987
- Una etapa Vuelta a Colombia

## Resultados en las grandes vueltas
| Carrera         | 1984 | 1985 | 1986 | 1987 | 1988 | 1989 |
| Tour de Francia | Ab.  | -    | 71.º | -    | -    | -    |
| Giro de Italia  | -    | -    | -    | -    | -    | -    |
| Vuelta a España | -    | -    | -    | -    | 51.º | -    |

-: no participa 

Ab.: abandono

## Equipos
- Freskola (1982)
- Leche Sana (1982)
- Canada Dry (1983)
- Pilas Varta (1984)
- Felipe Almacenes y Joyerías (1985)
- Teka (1986)
- Western - Rossin (hasta 15-04-1987)
- Pony Malta (desde 22-05-1987)
- Pony Malta (1988-1989)